# Wassili Petrowitsch Iljin
Wassili Petrowitsch Iljin (russisch Василий Петрович Ильин; * 8. Januar 1949 in Lisy Nos; † 21. September 2015) war ein sowjetischer Handballspieler.

## Karriere

### Verein
Wassili Iljin spielte seine gesamte Laufbahn von 1968 oder 1969 bis Anfang der 1980er Jahre für MAI Moskau. Mit dem Hauptstadtklub gewann er 1970, 1971, 1972, 1974 und 1975 die sowjetische Meisterschaft, 1977 den sowjetischen Pokal sowie den Europapokal der Landesmeister 1972/73 mit 26:23 gegen Partizan Bjelovar. Im Europapokal der Landesmeister 1973/74 unterlag er im Endspiel in Dortmund gegen den VfL Gummersbach 17:19 nach Verlängerung. Im Europapokal der Pokalsieger 1976/77 besiegte man den SC Magdeburg im Endspiel mit 18:17, Iljin war mit sieben Toren bester Werfer des Spiels.

### Nationalmannschaft
Mit der sowjetischen Nationalmannschaft belegte Iljin bei der Weltmeisterschaft 1970 den 9. Platz. Bei den Olympischen Spielen 1972 in München traf er neunmal in sechs Spielen und erreichte den 5. Platz. Bei der Weltmeisterschaft 1974 wurde das Team wieder Fünfter. Bei den Olympischen Spielen 1976 in Montreal warf er zwei Treffer in drei Partien und gewann mit der Auswahl die Goldmedaille. Für diesen Erfolg erhielt er die Auszeichnung Verdienter Meister des Sports der UdSSR. Bei der Weltmeisterschaft 1978 gewann er die Silbermedaille. Insgesamt bestritt er 101 Länderspiele, in denen er 177 Tore erzielte.